# Championnat d'Angleterre de rugby à XV 1998-1999
Navigation
Allied Dunbar Premiership 1997-1998 Allied Dunbar Premiership 1999-2000
Le Championnat d'Angleterre de rugby à XV, qui porte le nom Allied Dunbar Premiership de son sponsor du moment, oppose pour la saison 1998-1999 les quatorze meilleures équipes anglaises de rugby à XV. 
Le championnat a débuté le 5 septembre 1998 et s'est achevé le 20 mai 1999. La compétition voit s'affronter toutes les équipes en matches aller et retour. L'équipe première du classement final est couronnée championne. La dernière est rétrogradée en seconde division. L'avant-dernière joue deux matches de barrage contre l'équipe classée seconde de la Premiership 2 pour préserver sa place en première division. Cette saison, la compétition est étendue à quatorze équipes pour combler les trous du calendrier résultant de la non-participation à la coupe d'Europe des clubs Anglais (parmi lesquels Bath, le tenant du titre) en signe de  protestation contre son organisation. Trois équipes sont donc promues en début de saison pour atteindre ce format à quatorze. Il s'agit des Bedford Blues, de West Hartlepool et des London Scottish, ces derniers remplaçant le club de Bristol Rugby qui a été rétrogradé en Premiership 2. 
Les Leicester Tigers terminent en tête de la compétition et sont sacrés champions. Le club de West Hartlepool termine la compétition à la dernière place et est rétrogradé en seconde division. Un accord ayant été trouvé avec les clubs anglais concernant l'organisation de la coupe d'Europe en cours de saison, la Rugby Football Union décide de revenir à un format de la compétition comptant douze clubs pour la saison suivante. Un appel au volontariat subventionné est donc lancé par la Fédération anglaise pour déterminer les deux clubs qui accompagneront West Hartlepool en Premiership 2. Cette proposition est à l'origine de la fusion de la section professionnelle des London Scottish au sein des London Irish tandis que la section amateur est rétrogradée neuf divisions plus bas. L'équipe de Richmond est la seconde à quitter la première division à la suite de la mise en redressement du club après qu'Ashley Levett, son principal partenaire financier, ait décidé de se retirer.

## Liste des équipes en compétition
La compétition oppose pour la saison 1998-1999 les quatorze meilleures équipes anglaises de rugby à XV :
| - Bath Rugby - Bedford Blues - Gloucester RFC - Harlequins - Leicester Tigers | - London Irish - London Scottish - Newcastle Falcons - Northampton Saints - Richmond | - Sale Sharks - Saracens - Wasps - West Hartlepool |

## Classement de la phase régulière
| no | Club                  | Joués | V  | N | D  | PP  | PC   | Diff | Points |
| 1  | Leicester Tigers      | 26    | 22 | 0 | 4  | 771 | 423  | 348  | 44     |
| 2  | Northampton Saints    | 26    | 19 | 0 | 7  | 754 | 556  | 198  | 38     |
| 3  | Saracens              | 26    | 16 | 1 | 9  | 748 | 583  | 165  | 33     |
| 4  | Harlequins            | 26    | 16 | 1 | 9  | 690 | 653  | 37   | 33     |
| 5  | Wasps                 | 26    | 15 | 1 | 10 | 717 | 506  | 211  | 31     |
| 6  | Bath Rugby            | 26    | 15 | 0 | 11 | 698 | 574  | 124  | 30     |
| 7  | London Irish          | 26    | 15 | 1 | 11 | 703 | 607  | 96   | 30     |
| 8  | Newcastle Falcons (T) | 26    | 14 | 0 | 12 | 719 | 639  | 80   | 28     |
| 9  | Richmond              | 26    | 11 | 2 | 13 | 720 | 715  | 5    | 24     |
| 10 | Gloucester            | 26    | 9  | 1 | 16 | 554 | 643  | -89  | 19     |
| 11 | Sale Sharks           | 26    | 9  | 1 | 16 | 604 | 731  | -127 | 19     |
| 12 | London Scottish (P)   | 26    | 8  | 0 | 18 | 491 | 734  | -243 | 16     |
| 13 | Bedford Blues (P)     | 26    | 6  | 0 | 20 | 541 | 840  | -299 | 12     |
| 14 | West Hartlepool (P)   | 26    | 3  | 1 | 22 | 501 | 1007 | -506 | 7      |

|  | Champion d'Angleterre et qualifié pour la Coupe d'Europe 1999-2000 (no 1). |
|  | Qualifiés pour la Coupe d'Europe 1999-2000 (no 2, no 3, no 4, no 5, no 6). |
|  | Relégué en National Division 1 pour la saison 1999-2000 (no 14). |
|  | T : Tenant du titre 1998 • P : Promus 1998 V : Victoires • N : Matches Nuls • D : Défaites PP : Points Pour (marqués) • PC : Points Contre (encaissés) • Diff : Différence de points |

Attribution des points : victoire sur tapis vert : 2, victoire : 2, match nul : 1, défaite : 0, forfait : -2.
Règles de classement : 1. Nombre de victoires ; 2.différence de points ; 3. nombre de points marqués ; 4. points marqués dans les matchs entre équipes concernées ; 5. Nombre de victoires en excluant la 1re journée, puis la 2de journée, et ainsi de suite.

## Résultats des rencontres
L'équipe qui reçoit est indiquée dans la colonne de gauche.
| Clubs              | BAT   | BED   | GLO   | HAR   | LEI   | LOI   | LOS   | NEW   | NOR   | RIC   | SAL    | SAR   | WAS   | WHA   |
| Bath Rugby         |       | 57-19 | 21-16 | 13-17 | 24-16 | 23-20 | 76-13 | 36-27 | 16-11 | 9-14  | 36-14  | 27-3  | 11-19 | 56-24 |
| Bedford Blues      | 17-30 |       | 19-15 | 35-33 | 23-32 | 21-36 | 24-16 | 25-23 | 22-29 | 31-42 | 12-106 | 7-18  | 20-25 | 10-23 |
| Gloucester RFC     | 23-7  | 31-21 |       | 20-31 | 18-23 | 29-22 | 29-16 | 12-13 | 41-32 | 43-31 | 24-24  | 24-34 | 28-27 | 36-3  |
| Harlequins         | 43-31 | 29-16 | 39-7  |       | 9-34  | 17-22 | 22-20 | 27-20 | 25-20 | 17-24 | 32-32  | 17-15 | 41-28 | 25-10 |
| Leicester Tigers   | 36-13 | 26-0  | 23-16 | 49-15 |       | 31-10 | 24-12 | 16-6  | 31-18 | 35-25 | 27-0   | 31-15 | 25-18 | 72-37 |
| London Irish       | 47-22 | 30-19 | 42-20 | 20-16 | 24-23 |       | 35-12 | 24-36 | 16-14 | 10-26 | 29-33  | 25-31 | 21-26 | 43-21 |
| London Scottish    | 13-11 | 15-24 | 24-13 | 24-35 | 3-38  | 17-23 |       | 9-17  | 27-17 | 22-33 | 16-28  | 25-20 | 20-58 | 26-14 |
| Newcastle Falcons  | 19-17 | 34-23 | 39-15 | 33-23 | 12-21 | 21-23 | 43-20 |       | 27-19 | 45-35 | 47-14  | 30-15 | 43-12 | 29-13 |
| Northampton Saints | 40-17 | 34-29 | 22-8  | 25-6  | 15-22 | 8-32  | 44-13 | 26-21 |       | 57-16 | 44-27  | 37-17 | 18-21 | 19-14 |
| Richmond           | 23-30 | 28-32 | 22-25 | 23-30 | 11-23 | 13-25 | 40-22 | 5-29  | 41-29 |       | 19-31  | 29-24 | 18-25 | 41-23 |
| Sale Sharks        | 30-32 | 39-21 | 26-10 | 44-34 | 17-41 | 30-27 | 7-23  | 13-27 | 20-28 | 24-39 |        | 10-39 | 32-24 | 42-26 |
| Saracens           | 14-33 | 44-13 | 26-10 | 30-38 | 22-10 | 40-26 | 7-24  | 17-31 | 40-26 | 34-7  | 33-17  |       | 43-26 | 48-27 |
| Wasps              | 35-0  | 35-19 | 23-9  | 21-22 | 45-17 | 38-27 | 45-22 | 34-33 | 15-24 | 22-27 | 32-19  | 15-15 |       | 71-14 |
| West Hartlepool    | 20-50 | 0-39  | 33-32 | 37-47 | 15-45 | 20-44 | 7-37  | 21-17 | 19-24 | 9-33  | 35-36  | 33-33 | 3-52  |       |

|  | Victoire à domicile |  | Match nul |  | Défaite à domicile |